# Villiers-le-Bois
Villiers-le-Bois là một xã ở tỉnh Aube, thuộc vùng Grand Est ở phía bắc miền trung nước Pháp.